# Pervijze
Pervijze é uma pequena vila rural e deelgemeente belga do município de Diksmuide, província de Flandres Ocidental. Em 1 de Janeiro de 2007, tinha 886 habitantes e uma área de 12,23 km². Foi município autónomo até 1 de Janeiro de 1977, data em que foi fundido com o de Diksmuide.

Pervijze no município de Diksmuide

Durante a Primeira Guerra Mundial, a localidade foi destruída, pois situava-se próximo da Frente Yser que sofreu fortes ataques das tropas alemãs.